# 滕比堑沟群
滕比堑沟群（Tempe Fossae）是位於火星阿耳卡狄亚区的一系列堑沟，中心位置40.2°N, 71.4°W。該槽溝長度約2000公里，以位於 40°N, 70°W 的反照率特徵命名。